# Svenja Engelhardt
Svenja Engelhardt est une joueuse allemande de volley-ball née le 20 avril 1988 à Heidelberg. Elle mesure 1,82 m et joue au poste de réceptionneuse-attaquante. Elle totalise 2 sélections en équipe d'Allemagne.

## Clubs
| Club                      | De        | À         |
| ------------------------- | --------- | --------- |
| VCO Rhein-Neckar          |           | 2004-2005 |
| SV Sinsheim               | 2005-2006 | 2006-2007 |
| University of the Pacific | 2007-2008 | 2010-2011 |
| SVS Post Schwechat        | 2011-2012 | 2011-2012 |
| VC Stuttgart              | 2012-2013 | 2013-2014 |
| VC Offenburg              | 2014-2015 | …         |

## Palmarès
- Championnat d'Autriche
  - Vainqueur : 2012.